# 贝尔奇特
贝尔奇特，是西班牙阿拉贡自治区萨拉戈萨省的一个市镇。 总面积274平方公里，总人口1612人（2001年），人口密度6人/平方公里。